# Moluckgråfågel
Moluckgråfågel (Coracina atriceps) är en fågel i familjen gråfåglar inom ordningen tättingar.

## Utbredning och systematik
Moluckgråfågel delas in i två underarter:
- Coracina atriceps magnirostris – förekommer i norra Moluckerna (Ternate, Halmahera, Bacan och Kasiruta)
- Coracina atriceps atriceps – förekommer på Seram (södra Moluckerna)

## Status
IUCN kategoriserar arten som livskraftig.